# It's Me Again
It's Me Again, pubblicato nel 2005, è il secondo album in studio di Tweet, a tre anni di distanza dal debutto Southern Hummingbird.

## Il disco
Coprodotto da Missy Elliott e dalla stessa Tweet, è stato anticipato dal singolo Turn da Lights Off. Seguono l'uscita del primo estratto When I Need a Man (dalla colonna sonora della serie tv con Ving Rhames Kojak) e Cab Ride.
Include produzioni di Missy Elliott, Craig Brockman, Nisan Stewart, Timbaland ("Steer"), Kwamé "K1Mil" Holland , Charlene "Tweet" Keys ("Iceberg"), Charlie Bereal, Kenny Bereal, Soul Diggaz, Walter "DJ Walt" Millsap III, Madball Entertainment, Marty Cintron III , Spencer Proffer & Steve Plunkett.

## Tracce
| #   | Title                                                                                    | Length |
| --- | ---------------------------------------------------------------------------------------- | ------ |
| 1.  | "It's Me Again (Intro)"                                                                  | 1:35   |
| 2.  | "Turn Da Lights Off" (featuring Missy Elliott)                                           | 4:50   |
| 3.  | "Iceberg"                                                                                | 5:06   |
| 4.  | "Could It Be" (featuring Rell)                                                           | 4:24   |
| 5.  | "You"                                                                                    | 4:32   |
| 6.  | "Cab Ride"                                                                               | 3:29   |
| 7.  | "Things I Don't Mean" (featuring Missy Elliott)                                          | 3:02   |
| 8.  | "My Man"                                                                                 | 4:00   |
| 9.  | "Sports, Sex & Food"                                                                     | 3:20   |
| 10. | "Small Changes"                                                                          | 4:30   |
| 11. | "Two Of Us" (featuring Tashawna Keys)                                                    | 3:19   |
| 12. | "Where Do We Go From Here?"                                                              | 3:14   |
| 13. | "Steer"                                                                                  | 3:37   |
| 14. | "I'm Done"                                                                               | 5:18   |
| 15. | "We Don't Need No Water" (featuring Missy Elliott)                                       | 5:11   |
| 16. | "When I Need A Man" (dalla serie Kojak, TV USA Network Original Series, con Ving Rhames) | 2:54   |